# Otiški Vrh
Otiški Vrh – wieś w Słowenii, w gminie Dravograd. W 2018 roku liczyła 889 mieszkańców.